# Une nuit à Lisbonne (film)
Pour les articles homonymes, voir Une nuit à Lisbonne.
Pour plus de détails, voir Fiche technique et Distribution.
Une nuit à Lisbonne (One Night in Lisbon) est un film d'espionnage américain en noir et blanc réalisé par Edward H. Griffith, sorti en 1941. 

## Synopsis
Dwight Houston, pilote américain originaire du Texas, rencontre une aristocrate britannique à Londres au milieu d'un bombardement, et se retrouve impliqué dans un complot d'espionnage nazi au Portugal...

## Fiche technique
- Titre français : Une nuit à Lisbonne
- Titre original : One Night in Lisbon
- Réalisation : Edward H. Griffith
- Producteur : Edward H. Griffith
- Société de production et de distribution : Paramount Pictures
- Scénario : Virginia Van Upp, d'après la pièce de théâtre de There's Always Juliet de John Van Druten (1931)
- Musique : Victor Young
- Photographie : Bert Glennon
- Montage : Eda Warren
- Pays de production : États-Unis
- Format : noir et blanc - 35 mm - 1,37:1 - Son : Mono (Western Electric Mirrophonic Recording)
- Genre : Comédie sentimentale, Film de guerre
- Durée : 97 minutes
- Dates de sortie : 
  - États-Unis : 13 juin 1941
  - France : 17 avril 1942

## Distribution
- Fred MacMurray : Dwight Houston
- Madeleine Carroll : Leonora Perrycoate
- Patricia Morison : Gerry Houston
- John Loder : Cmdr. Peter Walmsley
- Billie Burke : Catherine Enfilden
- May Whitty : Florence
- Edmund Gwenn : Lord Fitzleigh
- Reginald Denny : Erich Strasser
- Billy Gilbert : Popopopoulos
- Marcel Dalio : concierge
- Bruce Wyndham : aide de Strasser
- Catherine Craig (non créditée) : une invitée

## Source
- Une nuit à Lisbonne sur EncycloCiné